# Восток (клуб по хоккею с мячом)
«Восток» — команда по хоккею с мячом из города Арсеньева Приморского края. В настоящее время выступает в Высшей лиге Первенства России по хоккею с мячом.

## История
Была создана в 1953 при заводе «Прогресс» (впоследствии — Арсеньевская авиационная компания «Прогресс» им. Н. И. Сазыкина). С 1958 носит название «Восток», представляя одноимённый КФК. Выступала в городских соревнованиях и Кубке крайсовпрофа. В 1958 начала играть в чемпионате Приморского края, с 1959 выступала в первенстве крайсовета ДСО «Труд», где в 1962 стала победителем.
Во всероссийских соревнованиях дебютировала в сезоне 1964, когда, усилившись лучшими игроками местного «Авангарда», приняла участие в зональном турнире чемпионата РСФСР. В 1968 была обладателем Кубка края, в 1970 — чемпионом края. В 1971 заняла второе место в зональном турнире чемпионата РСФСР. Благодаря этому успеху в следующем сезоне была включена во вторую группу класса «А».
После ликвидации в 1976 году дальневосточной зоны второй группы вновь стала играть в краевых соревнованиях (была чемпионом края в 1980). С 1983 выступала в первой лиге. Несмотря на то, что в 1993 заняла в финальном турнире первой лиги последнее место, решением ФХМР её перевели в высшую лигу. Усилившись опытными игроками, в 1994 место в ней она сохранила, но от участия в следующем чемпионате по финансовым причинам отказалась. В 1996 играла в зональном турнире второй лиги, а через год была включена в восстановленную дальневосточную зону первой лиги, где с переменным успехом выступает по настоящее время.

## Статистика
В чемпионатах и кубках СССР
- Во второй группе и первой лиге чемпионатов СССР играла в 1972—1976 и 1983—1992 (400 матчей: 141 победа, 6 технических побед, 43 ничьи, 210 поражений; мячи 1493—1869). Лучший результат — шестое место в финальных турнирах 1974 и 1975. Лучший бомбардир — С. Самойлов (147 мячей).
- В Кубке СССР участвовала в 1985—1992 (18 побед, 14 поражений; мячи 156—126).

В чемпионатах и кубках России
- В высшей лиге чемпионата России выступала в сезоне 1993/1994 (7 побед, 17 поражений; мячи 88-145) и заняла 22-е место. Рекордсменами по количеству сыгранных матчей являются сразу 11 хоккеистов, лучший бомбардир — А. Шишмаков (27 мячей).
- В первой лиге чемпионатов России играла в 1993 и 1997—2011 (313 матчей: 118 побед, 21 ничья, 162 поражения; мячи 1235—1449). Лучший результат — шестое место в финальном турнире 1993. Рекордсмен по количеству сыгранных матчей и лучший бомбардир — Г. Слугинов (267, 108 мячей).
- Во второй лиге чемпионата России играла в 1996.
- В Кубке России принимала участие в 1993 и 1994 (6 побед, 2 ничьи, 5 поражений; мячи 50-42).

Первенство России по хоккею с мячом среди команд высшей лиги
- 2013 г. — бронзовый призёр (+5 =0 −2, мячи 30-25)
- 2014 г. — бронзовый призёр (+2 =0 −2, мячи 22-24)
- 2024 г. — серебряный призёр (+5 =0 −1, мячи 36-25)

## Главные тренеры
- С. Шашков, В. И. Бусин, В. Прусаков (1961—1972)
- Л. В. Мигутский (1971—1976)
- А. Е. Афанасьев (сезон 1979/1980)
- В. А. Лежнин (сезон 1982/1983)
- В. А. Щекотов (1983—1989)
- А. 3. Хайруллин (1989 — январь 1990)
- А. В. Патрин (январь — март 1990)
- С. В. Самойлов (1990—1994)
- В. А. Лежнин (1995 — 2019)
- С. К. Поркулевич (2020 — по наст. время)

## Текущий состав
| №             | Игрок              | Страна                    | Дата рождения             | В ком. с: |
| Вратари       | Вратари            | Вратари                   | Вратари                   | Вратари   |
| ------------- | ------------------ | ------------------------- | ------------------------- | --------- |
| 34            | Атаманюк Дмитрий   | Флаг России               | 18 октября 1994 (30 лет)  | 2024      |
| 96            | Лиханов Иван       | Флаг России               | 12 августа 1996 (28 лет)  | 2021      |
| Защитники     |                    |                           |                           |           |
| 3             | Капустин Вячеслав  | Флаг России               | 13 января 1983 (41 год)   | 2016      |
| 8             | Акимов Сергей      | Флаг России               | 1 мая 1995 (29 лет)       | 2019      |
| 15            | Нестеренко Данил   | Флаг России               | 20 мая 2000 (24 года)     | 2024      |
| 23            | Матвеев Максим     | Флаг России · Флаг Латвии | 7 апреля 1987 (37 лет)    | 2024      |
| Полузащитники |                    |                           |                           |           |
| 10            | Жаданов Константин | Флаг России               | 20 мая 1995 (29 лет)      | 2022      |
| 12            | Барашков Дмитрий   | Флаг России               | 10 ноября 1991 (33 года)  | 2019      |
| 17            | Голитаров Артем    | Флаг России               | 15 ноября 2003 (21 год)   | 2024      |
| 25            | Швырёв Сергей      | Флаг России               | 31 января 1985 (39 лет)   | 2020      |
| 52            | Сысоев Роман       | Флаг России               | 22 февраля 1995 (29 лет)  | 2024      |
| 72            | Зимин Артем        | Флаг России               | 21 августа 1996 (28 лет)  | 2023      |
| 80            | Мельников Евгений  | Флаг России               | 22 ноября 1996 (28 лет)   | 2024      |
| 88            | Касич Данила       | Флаг России               | 24 октября 2001 (23 года) | 2023      |
| 91            | Павловец Денис     | Флаг России               | 26 мая 2002 (22 года)     | 2024      |
| 95            | Кавуровский Иван   | Флаг России               | 5 марта 2001 (23 года)    | 2023      |
| Нападающие    |                    |                           |                           |           |
| 7             | Корев Павел        | Флаг России               | 19 февраля 1990 (34 года) | 2013      |
| 9             | Радченко Сергей    | Флаг России               | 19 января 1979 (45 лет)   | 2009      |
| 78            | Перепечай Ярослав  | Флаг России               | 29 октября 2003 (21 год)  | 2024      |

## Достижения
- Трёхкратный чемпион Приморского края
- Четырёхкратный обладатель Кубка Приморского края
- Трёхкратный обладатель Кубка Дальнего Востока (2005, 2008, 2014)
- Двукратный обладатель Кубка губернатора ЕАО (2012, 2013)
- Двукратный бронзовый призер первенства России среди команд высшей лиги (2013, 2014)
- Серебряный призер первенства России среди команд высшей лиги (2024)